# Herman (Stier)

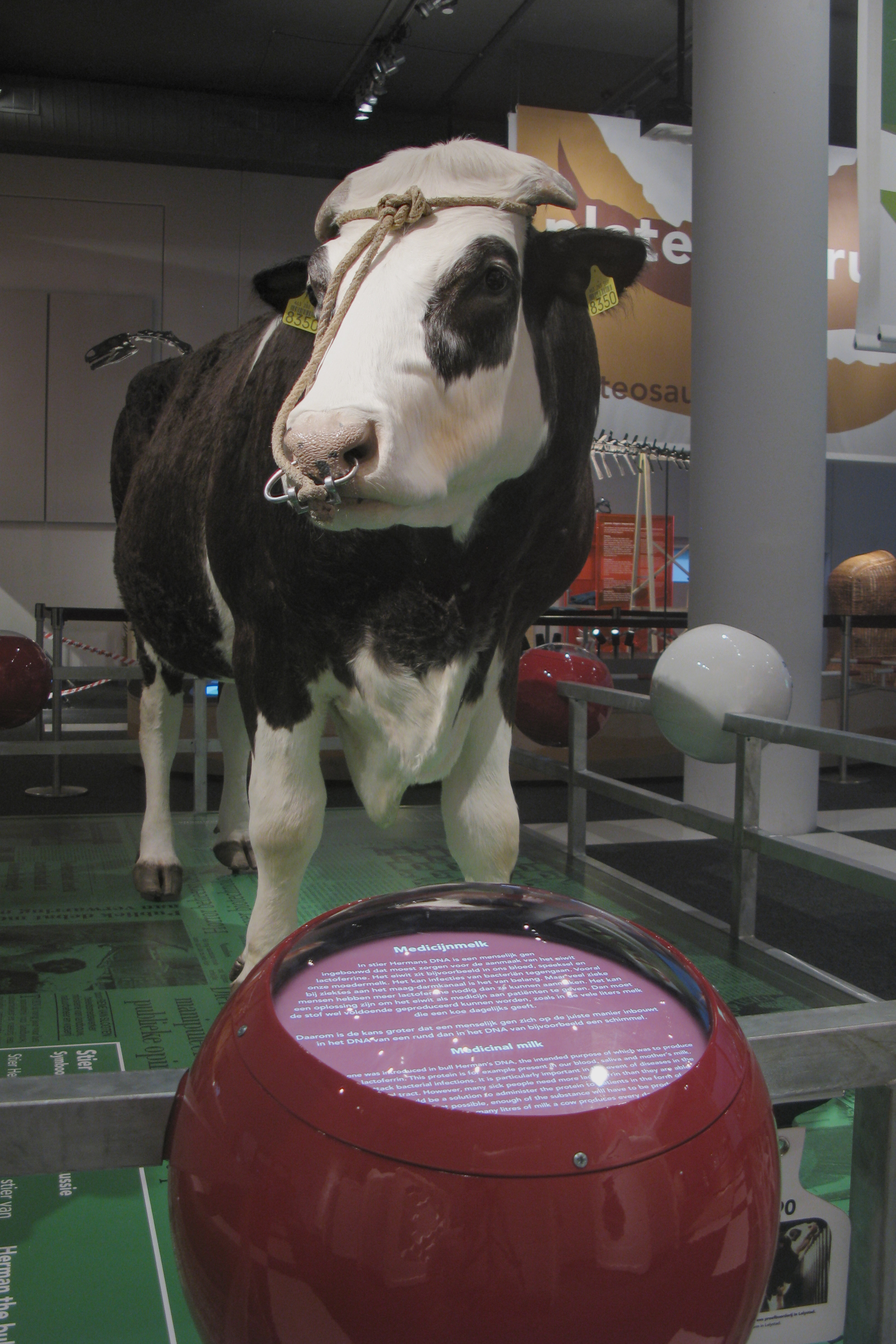
Bulle Herman, Naturalis

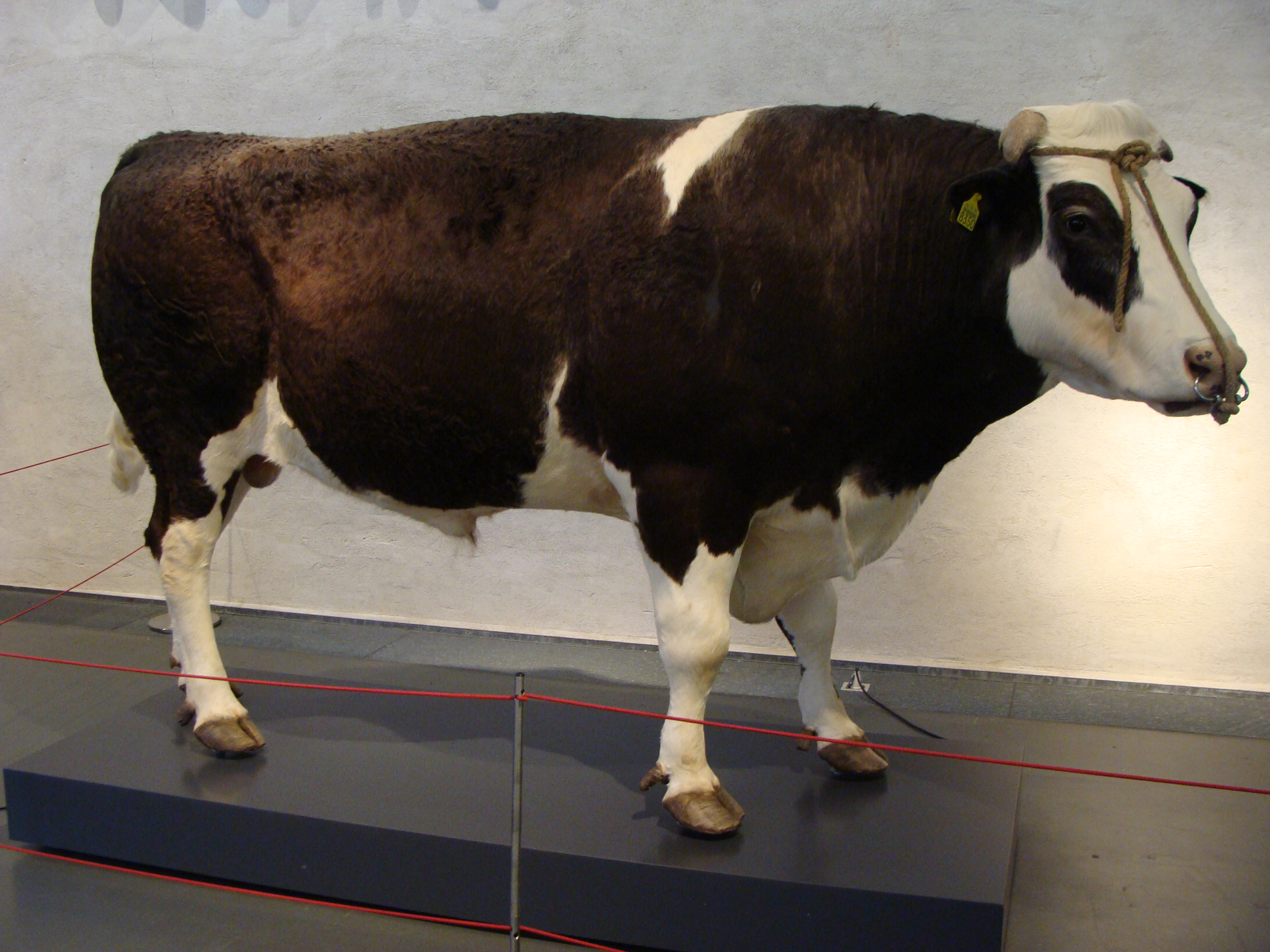
Modell von Herman im Naturalis-Museum von Leiden.

Der Bulle Herman (* 16. Dezember 1990 in Lelystad; † 2. April 2004 in Leiden) war ein Rind, das mithilfe der Gentechnik das menschliche Gen für Lactoferrin erhalten hat.
Dieses transgene Rind wurde von einer niederländischen Forschergruppe unter Beteiligung der Biotechnologiefirma Gene Pharming Europe B.V. (heute Pharming N.V.) hergestellt, um in Kuhmilch das menschliche Lactoferrin zu produzieren. Das Ziel war modellhaft komplexe menschliche Proteine als Inhaltsstoffe in der Milch transgener Säuger herzustellen, um sie in der Medizin einzusetzen. Im Jahr 2014 bietet Pharming rekombinanten menschlichen C1-Esterase-Inhibitor (Ruconest®) an, der in der Milch transgener Kaninchen produziert wird, um das hereditäre Angioödem zu behandeln. Der Bulle Herman war nicht für die Herstellung von Nahrungsmitteln vorgesehen, wie dies ein Spiegelartikel andeuten könnte.